# Charles og Ray Eames
Ægteparret Charles Ormond Eames, Jr (1907 – 1978) og Bernice Alexandra "Ray" Eames (født Kaiser) (1912 – 1988) var amerikanske designere. Deres designstil var moderne, og de har haft stor indflydelse på moderne arkitektur og møbeldesign. De beskæftigede sig desuden også med kunst og film, ligesom de også arbejdede med industrielt design og grafisk design.
Mange vil kunne genkende deres design i de skalstole, de skabte af glasfiber, metal og træ.
- Skalstole designet af Charles og Ray Eames udstillet i Vitra Design Museum
- Eames Lounge Chair & Ottoman (1955)
- Charles Eames stol EA 119
- Charles og Ray Eames' hus i Los Angeles
- Eames Hang It All

## Eksterne links
- Wikimedia Commons har flere filer relateret til Charles og Ray Eames
- eamesdesigns.com Arkiveret 30. november 2013 hos  Wayback Machine, en virtuel encyklopædi om Eames Design
- Biografi på Museum of Modern Art (MOMA)